# Juan de Armas
Juan Ramón de Armas (31 de agosto de 1922 – data de morte desconhecido) foi um ciclista uruguaio. Representou sua nação em duas edições dos Jogos Olímpicos (Londres 1948 e Helsinque 1952).